# Тешинська височина
Тешинська височина (чеськ. Těšínská pahorkatina) — горбиста місцевість в Мораво-Сілезькому краї Чехії, входить до північно-східної частини Підбескидського передгір'я. Середня висота складає 322 метри. Найвища точка — Шахти (427 м над рівнем моря). Височина дуже чітко розмежована, вона починається біля річки Остравіце й простягається на північ до Тржинецької борозди.

## Рельєф та надра
Рельєф Тешинської височини є надзвичайно пересіченим, оскільки був сформований рухом льодовиків у період плейстоцену. Надра Тешинської височини складаються з крейдових та флішевих порід, помітні різні форми поверхневого карсту.

## Поділ
У межах Тешинської височини виділяють:
- Брузовицька височина
- Горнотерлицька височина
- Горножуковська височина

## Заповідники та пам'ятки природи

### Природоохоронні території
- Новодворське болото
- Великі шахти

### Пам'ятки природи
- Стара річка (пам'ятка природи)
- Жерманіцький кар’єр